# 7 thermidor
7 messidor 7 fructidor
Le septidi 7 thermidor, officiellement dénommé jour de l'armoise, est le 307e jour de l'année du calendrier républicain.
C'était généralement le 25e jour du mois de juillet dans le calendrier grégorien.